# Поло Индустријале (Лоди)
Поло Индустријале је насеље у Италији у округу Лоди, региону Ломбардија.
Према процени из 2011. у насељу је живело 118 становника. Насеље се налази на надморској висини од 57 м.